# Johann Thunmann
Johann Thunmann (* 23. August 1746 in Toresund, Södermanland; † 17. Dezember 1778 in Halle (Saale)) war ein schwedischer Gelehrter, Nordist, Albanologe und Romanist, der in Deutschland wirkte.

## Leben und Werk

### Leben
Thunman lernte früh die alten Sprachen und Arabisch. Er war Schüler des Thomasgymnasiet in Strängnäs und studierte Theologie an der Universität Uppsala. Dann ging er als Hauslehrer nach Mecklenburg. Er bestand 1769 die Magisterprüfung an der Universität Greifswald und wirkte als Erzieher in der Familie Arnim-Suckow. Von 1772 bis zu seinem frühen Tod war er an der Universität Halle ordentlicher Professor für Beredsamkeit und Philosophie, ferner Bibliothekar (Berufung durch Karl Abraham von Zedlitz). Er publizierte zwei gelehrte Bücher, die an der Grenze von Geschichte, Geographie und Sprachwissenschaft anzusiedeln sind.

### Nordistik
In einem ersten Werk Untersuchungen über die alte Geschichte einiger Nordischen Völker, zu dem Anton Friedrich Büsching ein Vorwort verfasste, schrieb Thunmann über baltische Sprachen, nordgermanische Sprachen und die finnische Sprache. Das Buch wurde 1979 von Harald Haarmann neu herausgegeben.

### Albanologie und Romanistik
Die Südeuropa-Linguistik kennt Thunmann als Gelehrten, der sich früh für die albanische Sprache interessierte. Die Romanistik sieht ihn als einen frühen Kenner des Rumänischen (er nannte es Sprache der Wlachen), vor allem des Mazedorumänischen oder Aromunischen. Ohne je auf dem Balkan gewesen zu sein, arbeitete er aus Literatur (z. B. der Descriptio Moldaviae von Dimitrie Cantemir) und mit Informanten, so mit dem in Halle weilenden Philosophen Konstantinos Tzechanis (1740–1800), der ihm das albanisch-deutsch-neugriechisch-aromunische Wörterbuch seines Lehrers Theodōros Anastasios Kaballiōtēs zur Verfügung stellte. Thunmann fügte eine lateinische Übersetzung hinzu und publizierte das Werk in dem Kapitel „Über die Geschichte und Sprache der Albaner und der Wlachen“ seines Buches Untersuchungen über die Geschichte der östlichen europäischen Völker, Leipzig 1774 (S. 169–366).

## Werke
- Untersuchungen über die alte Geschichte einiger Nordischen Völker, Berlin 1772; (auch hrsg. von Harald Haarmann, Hamburg 1979)
  - Vorrede durch Anton Friedrich Büsching, I-XXXVI
  - Über den Ursprung der alten Preußen und der übrigen Lettischen Völker 1–92 (Wörterverzeichnis Lateinisch – Gotisch – Lettisch 84–88; Lateinisch – Finnisch – Lettisch 88–92)
  - Anmerkungen über die Allgemeine Nordische Geschichte des Herrn Professors August Ludwig Schlözer [Halle a. S. 1771] 93–220
  - Versuchte Erklärung einer alten preußischen Aufschrift 221–248
  - Über die gottesdienstlichen Altertümer der Obotriten 249–323
- Untersuchungen über die Geschichte der östlichen europäischen Völker, Leipzig 1774
  - 1. Allgemeine Geschichte der Völker welche an dem Schwarzen Meere und der Mäotischen See bis auf den Einfall der Mogolen [sic], gewohnt haben
    - Erste Abtheilung. Älteste Geschichte der Ungarn, Bulgaren, Chasaren usw. 3–168
    - [Zweite Abteilung] Über die Geschichte und Sprache der Albaner und der Wlachen; (auch hrsg. von Harald Haarmann, Hamburg 1976)
      - [Das Wörterbuch des Theodor Kawalliotis] 169–239
      - Geschichte der Albaner 240–322
      - Von den Wlachen 323–366

    - [Dritte Abteilung] Über einige Gegenstände der russischen Geschichte 367–406